# ニコライ・ヨルゲンセン
ニコライ・ヨルゲンセン（Nicolai Jørgensen、1991年1月15日 - ）は、デンマーク・フレゼリシア出身のサッカー選手。スュペル・リグ・カスムパシャSK所属。ポジションはFW。デンマーク代表。

## 経歴

### クラブ
アカデミスク・ボルドクラブの下部組織出身であり、2009年トップチームに昇格した。
2010年7月12日、バイエル・レバークーゼンへ5年契約で移籍した。8月29日のボルシアMG戦でデビューを果たした。2012年1月、1.FCカイザースラウテルンへレンタル移籍したが、結局ドイツ挑戦は失敗に終わった。2012年夏にFCコペンハーゲンへ移籍しデンマーク復帰を果たすと再び活躍し、計4シーズンで公式戦137試合に出場し51得点23アシストを記録した。2015-16シーズンにデンマーク・スーペルリーガの最優秀選手に選ばれた。
多くの国外クラブから関心を集めていたが、2016年6月17日にフェイエノールトへ移籍し、5年契約を結んだ。背番号は9。移籍金は公表されていないが、推定で350万ユーロ。プレシーズンにミシェル・クラーメルからポジションを奪うと、シーズン序盤から精力的なハードワークとポストプレーで評価を受け、ゴール数でもヨン・グイデッティとグラツィアーノ・ペッレに劣らないペースで量産した。その控え目な性格から前任者たちのようなカルト的人気は得なかったものの、12月11日のAZとのアウェーゲームでは1ゴール2アシストでフットボール・インターナショナルの週間最優秀選手に選ばれ、「ロッテルダムで求められる不屈さを備えた、典型的なフェイエノールト･スピッツ（9番）」と賞賛された。ウィンターストップ以降ゴールが減っていたものの、3月12日のAZ戦で3得点2アシストとチームの全得点に絡む活躍を見せてキャリア初のハットトリックを達成した。フットボール・インターナショナルで週間最優秀選手に選ばれるなど再び大きな賞賛を浴びた。この時点でゴール数とアシスト数で共に二桁を記録し、フェイエノールトの選手としては11年前のディルク・カイト以来の二桁得点・二桁アシストを記録した。4月2日のアヤックスとのアウェーゲームでは12分で負傷交代。しかし、4月16日のユトレヒト戦で復帰すると、4月23日のフィテッセ戦で2得点を決めて、再びフットボール・インターナショナルで週間最優秀選手に選ばれた。最終的にリーグ最多の21得点、リーグ2位の11アシストでこのシーズンのエールディヴィジで最もゴールに絡んだ選手となり、フェイエノールトのリーグ優勝に大きく貢献した。フットボール・インターナショナルで採点平均6.73の成績により年間最優秀選手を受賞した。De TelegraafとVVCVが主催するフットボーラー・ファン・ヘット・ヤールでも4位に入り、高い評価を受けた。

### 代表
2010年10月4日、デンマークA代表に初招集されたが出場機会は訪れなかった。UEFA U-21欧州選手権2011に出場した。2011年11月11日のスウェーデンとの親善試合でA代表デビューを果たした。2015年11月13日のUEFA EURO 2016予選プレーオフ・スウェーデン戦で代表初得点を挙げた。

## プレースタイル、評価
- デンマークではほぼ2トップでプレーしており、時に左サイドでも上手くプレーしたようにゴール前で待ち構えるだけの古典的な9番では無い[9]。長身だが足下の技術に優れ、広範囲に動いて自らドリブル突破を狙うこともチームメイトとの連携を狙うことも可能。ペナルティーエリア外からの正確なミドルシュートも備える。

- ヴィレム・ファン・ハネヘムは2017年3月に「彼は常によく考えてゴールを狙っている。GKの位置、自分の位置、マークに付いている相手の位置、全て視界の内に捉えてアクションを起こしているのが素晴らしいと思う」 と賞賛した[10]。

## 人物、逸話
- 「少し高所恐怖症」と自分で認めており、フェイエノールトの新加入選手がプレシーズンのオープンダッハでヘリコプターに乗ることに当初から不安を見せていた。当日、無事にヘリコプターから降りた後は「同乗していたジュスティン・バイローにほとんどしがみつく勢いだった。運良く生き延びたよ」とコメントしている[11]。

## 代表歴

### 出場大会
- デンマーク代表
  - 2018 FIFAワールドカップ

### 試合数
- 国際Aマッチ 41試合 9得点（2011年-2019年）[12]

| デンマーク代表 | 国際Aマッチ | 国際Aマッチ |
| 年             | 出場        | 得点        |
| -------------- | ----------- | ----------- |
| 2011           | 2           | 0           |
| 2012           | 1           | 0           |
| 2013           | 6           | 0           |
| 2014           | 0           | 0           |
| 2015           | 7           | 1           |
| 2016           | 8           | 5           |
| 2017           | 6           | 2           |
| 2018           | 8           | 1           |
| 2019           | 3           | 0           |
| 通算           | 41          | 9           |

## タイトル

### クラブ
コペンハーゲン
- デンマーク・スーペルリーガ ： 2012-13, 2015-16
- デンマーク・カップ ： 2014-15, 2015-16

フェイエノールト
- エールディヴィジ ： 2016-17
- KNVBカップ ： 2017-18
- ヨハン・クライフ・スハール ： 2018

個人
- エールディヴィジ得点王 : 2016-17